# 圣阿尔塞尼奥
圣阿尔塞尼奥（義大利語：Sant'Arsenio），是意大利萨莱诺省的一个市镇。总面积20平方公里，人口2776人，人口密度138.8人/平方公里（2009年）。ISTAT代码为065129。